# Ramal ferroviario Cañada de Gómez-San Ricardo
El Ramal Cañada de Gómez - San Ricardo, también llamado Cañada de Gómez al Sudoeste, pertenecía al Ferrocarril General Bartolomé Mitre de la red ferroviaria de Argentina.

## Ubicación
Partiendo desde la estación Cañada de Gómez, el ramal atravesaba 34,5 km dentro de la provincia de Santa Fe en el Iriondo.

## Servicios
El ramal fue habilitado en 1911 por el Ferrocarril Central Argentino. Cesó sus servicios en los años 1970.